# Головатий Богдан Дмитрович
Богдан Дмитрович Головатий (18 лютого 1963 — 22 грудня 2022) — солдат Збройних Сил України, учасник російсько-української війни, який загинув під час російського вторгнення в Україну.

## Життєпис
Богдан Головатий народився 18 лютого 1963 року в с. Зимна Вода, Львівської області.
В 1971 році пішов в перший клас львівської середньої загальноосвітньої школи №1.
Після закінчення школи пройшов строкову службу.
З 1 вересня 1984 року навчався в СПТУ №114 м. Донецька за спеціальністю маляр.
В 1985 році одружився. В першому шлюбі народився син – Павло, який також бере участь у відсічі збройної агресії Російської Федерації проти України.
Працював в різних містах України.
В 2009 році взяв новий шлюб та повернувся на Львівщину. В шлюбі народилось двоє дітей.
В 2013-2014 роках активно брав участь у Революції Гідності в Києві разом з сином.
З початком російського вторгнення в Україну у лютому 2022 року добровольцем став на захист України. Боровся проти держави-терориста у складі 125-ї окремої бригади територіальної оборони ЗСУ на посаді стрільця.
Вірний військовій присязі, загинув 22 грудня 2022 року при виконанні службового обов’язку по захисту Батьківщини. Похований на кладовищі с. Зимна Вода, Львівської області.
У Богдана залишилися дружина та діти.

## Нагороди
В лютому 2024 року відповідно до указу Президента України №135/2023  Богдану Головатому за особисту мужність і самовідданість, виявлені у захисті державного суверенітету та територіальної цілісності України, вірність військовій присязі було посмертно відзначено державною нагородою: орденом «За мужність» III ступеня.
В травні 2024 відповідно до указу Міністра оборони України №786 від 21 травня 2024 року відзначено медаллю "Захиснику України".